# Enypnias aceras
Enypnias aceras är en fiskart som beskrevs av Ginsburg, 1939. Enypnias aceras ingår i släktet Enypnias och familjen smörbultsfiskar. IUCN kategoriserar arten globalt som otillräckligt studerad. Inga underarter finns listade i Catalogue of Life.